# 한국제품안전관리원
한국제품안전관리원(韓國製品安全管理院, Korean Institute of Product Safety, KIPS)은 제품의 안전관리 업무를 효율적이고 체계적으로 수행하기 위하여 "제품안전기본법" 및 "공공기관의 운영에 관한 법률"에 의한 대한민국 산업통상자원부 산하 기타 공공기관이다. 2018년 9월 21일 제품안전기본법 제21조의2에 의하여 설립되었으며, 전기용품, 생활용품, 어린이제품에 관한 수입·유통단계의 불법제품 및 위해 우려제품의 감시·조사, 제품의 안전성 조사, 제품 수거(리콜) 등의 이행점검, 제품사고 조사 및 위해도 평가 등과 관련된 제반 업무를 산업통상자원부로부터 위탁받아 수행하고 있다.

## 설립 근거
- 제품안전기본법 제21조의2

## 연혁
- 2018년 3월 한국제품안전관리원설립위원회 구성
- 2018년 3월 관리원 설립의 법적 근거 마련 (법 개정 공포)
- 2018년 9월 21일 한국제품안전관리원 설립
- 2018년 제1대 정기원 원장 취임
- 2021년 1월 공직유관단체 지정(인사혁신처)
- 2021년 적합성평가 부정행위 조사 전문기관 지정
- 2021년 제2대 이재만 원장 취임
- 2022년 2월 기타 공공기관 지정
- 2023년 8월 서울특별시 서초구 양재동 신사옥 이전

## 주요기능 및 역할[2]
- 제품안전관리제도에 관한 조사ㆍ연구 및 교육ㆍ홍보
- 안전기준의 제정ㆍ개정을 위한 조사ㆍ연구
- 안전기준 관련 자료의 발간ㆍ보급
- 수입ㆍ유통 단계의 불법제품 및 위해 우려가 있는 제품에 대한 감시ㆍ조사
- 수입ㆍ유통 제품의 안전성 조사
- 제품의 수거등의 이행점검
- 제품사고 정보 및 위해 우려가 있는 제품에 관한 정보의 수집ㆍ분석 및 통계 작성ㆍ관리
- 제품사고 조사ㆍ분석 및 위해도 평가
- 기업 및 단체 등과의 제품안전에 관한 협력 및 지원 사업
- 제품안전관리에 관한 국제협력
- 「전기용품 및 생활용품 안전관리법」 등 다른 법령에서 위탁하는 업무
- 그 밖에 관계 중앙행정기관의 장이 위탁하는 업무

## 조직
한국제품안전관리원장
- 이사회

- 안전정책본부
  - 총괄기획부
    - 경영기획팀
    - 제품안전평가팀
    - 대외협력팀

  - 안전기반부
    - 안전정보팀
    - 고객지원팀

- 안전관리본부
  - 시장관리부
    - 민원조사1팀
    - 민원조사2팀
    - 리콜이행팀
    - 사후관리팀

  - 제품안전부
    - 어린이안전팀
    - 안전기준준수팀